# زياد المكي
زياد المكي هو مذيع وممثل تونسي اشتهر بتقديم فقرة «الستاجيار» في برنامج «لاباس» ثم في برنامج «فكرة سامي الفهري» في قناة الحوار التونسي. وشارك في تقديم برنامجي «أمور جدية» و«لتسقط الأقنعة» في «الحوار التونسي». ويشارك الآن في تقديم برنامج «إلي بعدو» في نفس القناة.

## النشأة والمسيرة
هو ابن السياسي طارق المكي. قدم لسنوات طويلة فقرة «الستاجيار» (Le Stagiaire) في برنامج «لاباس» ثم في برنامج «فكرة سامي الفهري» في قناة الحوار التونسي. يقوم المكي خلال الفقرة بطرح أسئلة محرجة ومستفزة على ضيف البرنامج. وشارك في تقديم برنامجي «أمور جدية» و«لتسقط الأقنعة» في «الحوار التونسي». ويشارك منذ 2019 في تقديم برنامج «إلي بعدو» في الحوار التونسي.

## أعماله

### تلفزيون
- لاباس، الحوار التونسي (فقرة «الستاجيار») (Le Stagiaire)
- فكرة سامي الفهري، الحوار التونسي، 2018-2019 (فقرة «الستاجيار») (Le Stagiaire)
- أمور جدية، الحوار التونسي
- لتسقط الأقنعة، الحوار التونسي (Bas Les Masques)
- إلي بعدو، الحوار التونسي، 2019 -
- Raf Mag+ 2023-2024، الحوار التونسي منذ 2021 إلى الآن

### مسلسلات
- قسمة وخيان، نص آمنة بن شلادية ومن إخراج سامي الفهري، 2019 (دور: ممدوح)
- اللي ليك ليك، نص وإخراج قيس شقير، 2018
- دنيا أخرى (الجزء 2)، نص نوفل الورتاني وبلال الميساوي ومن إخراج سامي الفهري، 2017
- بنت أمها (الجزء 1)، من إخراج يوسف ميلاد ومخلص معلى، 2014 (ضيف الحلقات)
- علق الصباط، نص وإخراج غازي الزغباني، 2013 (ضيف الحلقات)
- يوميات علولو، نص طارق بنحجل وبشير المناعي ومن إخراج كمال يوسف، 2013 (دور: علولو)
- صيد الريم، نص رفيقة بوجدي، 2008 (دور: «مانع» عندما كان شابا)

### إذاعة
- برنامج «الراف ماغ» (Raf Mag) على أمواج إذاعة «إبتسامة اف ام» (Radio iFM)

### الظهور التلفزي
- نهار الأحد ما يهمك في حد، الحوار التونسي، (ضيف إحدى الحلقات)

## وصلات خارجية
- المكي في قاعدة بيانات الأفلام العربية